# Young Thugs: Innocent Blood
Série
Young Thugs: Nostalgia
(1998)
Pour plus de détails, voir Fiche technique et Distribution.
Young Thugs: Innocent Blood (en japonais : 岸和田少年愚連隊 血煙り純情篇, Kishiwada shōnen gurentai: Chikemuri junjō-hen) est un film japonais réalisé par Takashi Miike et sorti en 1997. 
Adapté d'un roman de Riichi Nakaba, le film est produit par Masao Kimura et Toshiaki Nakazawa.
Il est suivi par Young Thugs: Nostalgia.

## Fiche technique
- Titre : Young Thugs: Innocent Blood
- Titre original : 岸和田少年愚連隊 血煙り純情篇 (Kishiwada shōnen gurentai: Chikemuri junjō-hen)
- Réalisation : Takashi Miike
- Scénario : Masa Nakamura d'après le roman de Riichi Nakaba
- Musique : Tomio Terada
- Photographie : Hideo Yamamoto
- Montage : Yasushi Shimamura
- Production : Masao Kimura, Masashi Minami, Toshiaki Nakazawa et Taishi Nishimura
- Société de production : Sedic et Yoshimoto Kogyo Company
- Pays :  Japon
- Genre : Action et comédie dramatique
- Durée : 108 minutes
- Dates de sortie : 
  -  Japon : 21 juin 1997

## Distribution
- Takeshi Caesar : Propriétaire du bar
- Kōji Chihara : Riichi
- Seiji Chihara : Yūji
- Noriko Eguchi
- Moeko Ezawa
- Marie Kikuchi : Hiroko
- Kazuki Kitamura : Sada
- Takashi Miike : Un homme en pantalon rouge battu par Riichi
- Riichi Nakaba : Isami
- Hiroko Nakajima : Masae
- Sarina Suzuki : Ryōko
- Kyōsuke Yabe : Kotetsu